# Hettange-Grande
Hettange-Grande település Franciaországban, Moselle megyében. Lakosainak száma 7768 fő (2022. január 1.). Hettange-Grande Roussy-le-Village, Boust, Cattenom, Entrange, Kanfen, Manom, Thionville és Zoufftgen községekkel határos.

## Népesség
A település népességének változása:
| Lakosok száma | 5037 | 5786 | 5734 | 7331 | 7568 | 7618 | 7653 | 7779 | 7753 | 7768 |
|               | 1968 | 1982 | 1990 | 2006 | 2013 | 2015 | 2017 | 2019 | 2020 | 2022 |